# Castelspina
Castelspina és un municipi situat al territori de la província d'Alessandria, a la regió del Piemont, (Itàlia). Limita amb els municipis de Castellazzo Bormida, Gamalero, Predosa i Sezzadio.

## Galeria fotogràfica

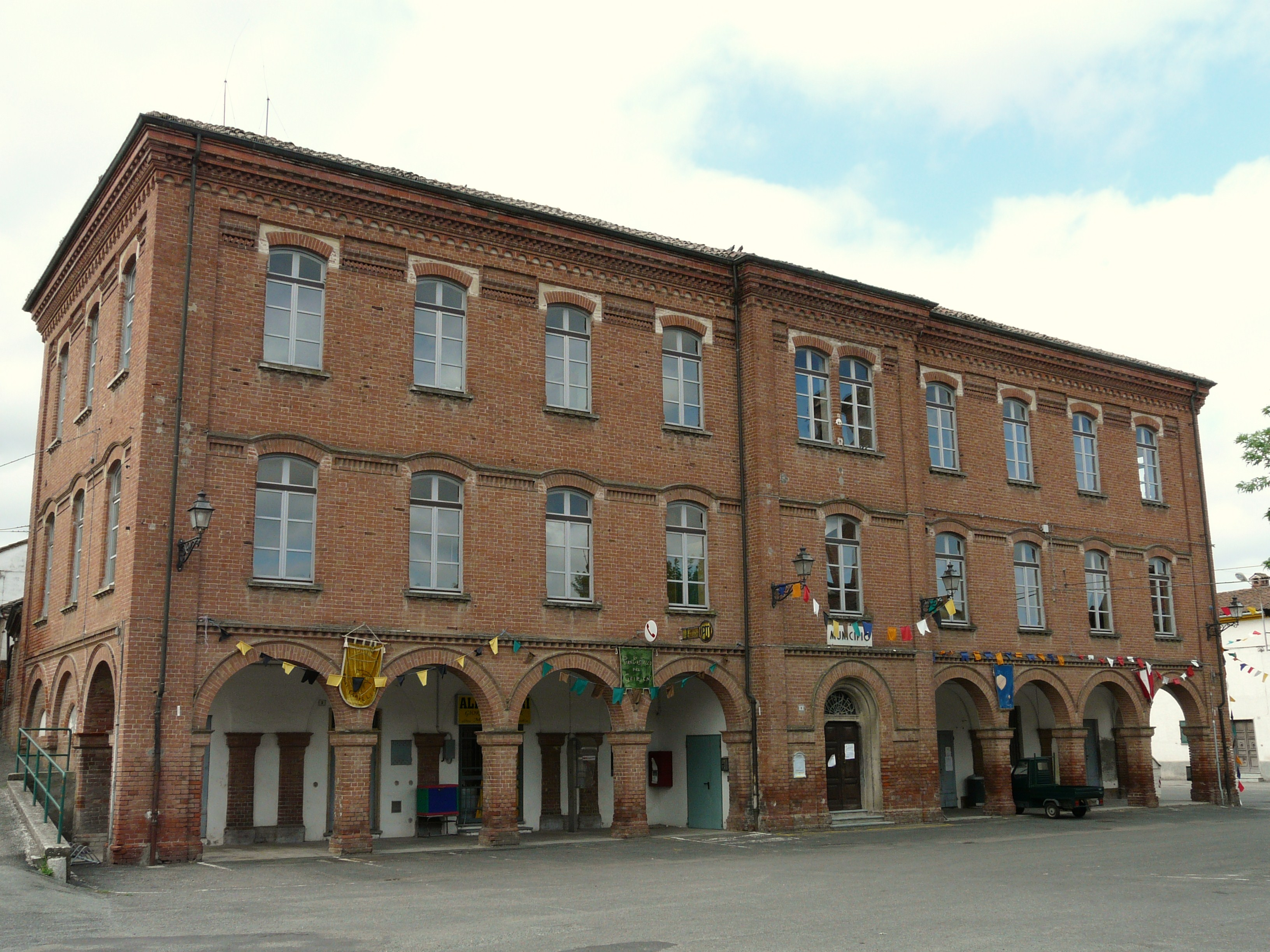
Ajuntament
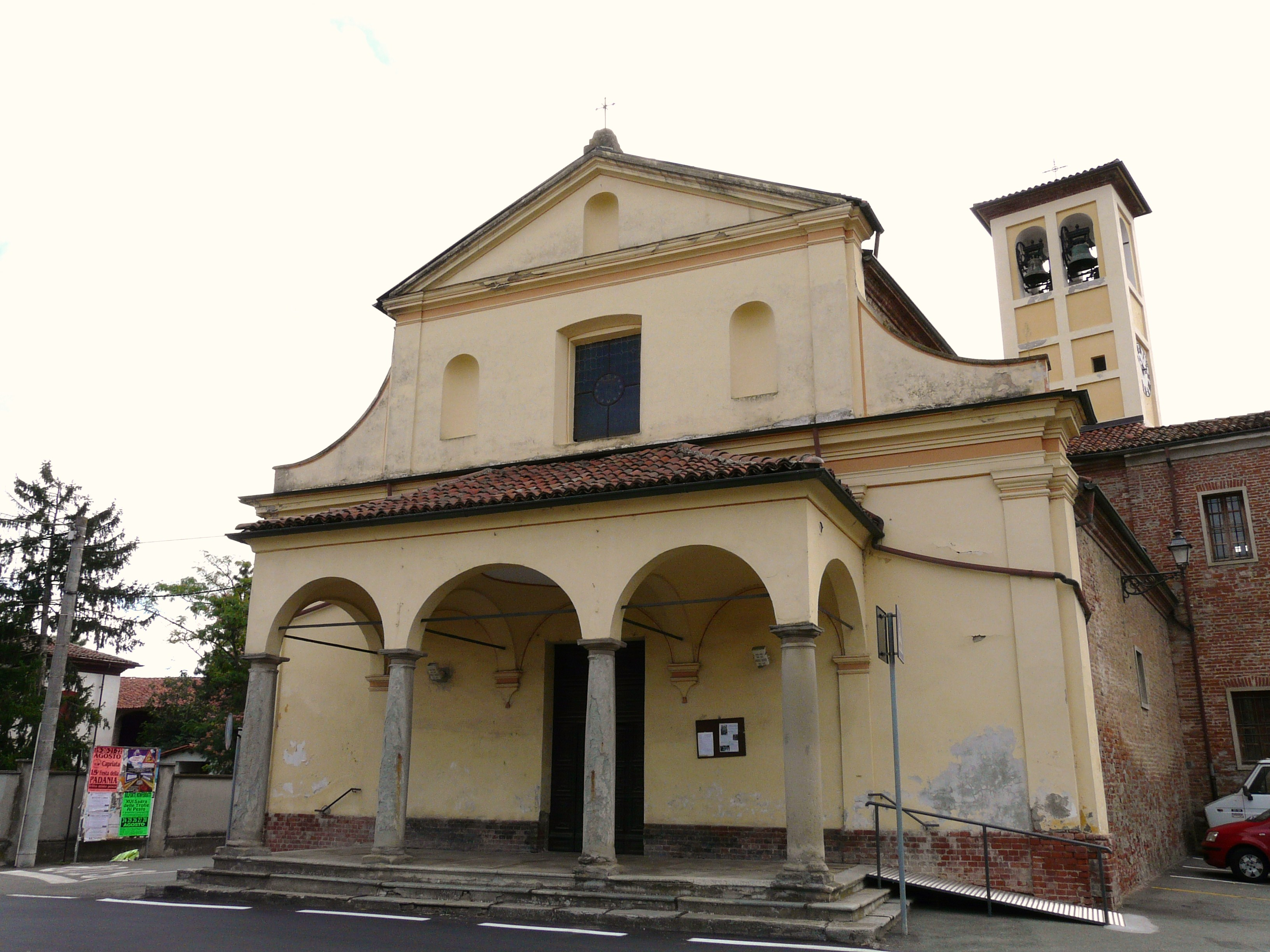
Església de S.Maria